# Cristina Cabedo Laborda
Cristina Cabedo Laborda (Castelló de la Plana, 27 d'abril de 1986) és una advocada i política valenciana, diputada a les Corts Valencianes en la IX i X legislatura.

## Biografia
És llicenciada en dret per la Universitat Jaume I de Castelló (2009) i màster en igualtat de gènere. Va cursar diverses estades en altres universitats com la Università Statale di Milano i la Universitat d'Alcalá. Seguidament va treballar, mitjançant el programa Leonardo da Vinci, com a passant d'advocacia a la seu europea del despatx Schjodt a Brussel·les. Després de finalitzar la seva passantia, va iniciar els estudis de màster en polítiques públiques i privades d'igualtat de gènere, mentre va treballar en la implementació del I Pla d'Igualtat de la Universitat Jaume I, a l'Institut de Polítiques Sociosanitàries de la Universitat de València i com a professora de dret en centres d'estudis privats.
Membre de diversos col·lectius feministes, al juliol de 2014 es va unir a les assemblees populars i cercles de Podem a Castelló, implicant-se en la creació d'aquesta formació política i inicialment sent triada del Consell Municipal de Podem a Castelló i portaveu del Cercle Feminista i LGTB de Podem al País Valencià. Paral·lelament es va implicar en la creació de la candidatura municipalista Castelló en moviment per a les eleccions municipals espanyoles de 2015, sent portaveu en un primer moment, havent de deixar aquest càrrec en formar part de la llista autonòmica de Podem per a les eleccions autonòmiques del mateix any 2015. Va ser elegida diputada a les eleccions a les Corts Valencianes de 2015.
Durant la IX Legislatura va destacar en els treballs relatius a feminisme i drets LGTBI, sent portaveu de la seva formació política a la Comissió de Polítiques d'Igualtat de Gènere i del Col·lectiu LGTBI, igual que en la Comissió especial d'estudi pel que fa a la realització de un treball integral per a l'erradicació de les violències de gènere a la Comunitat Valenciana (comissió creada a petició del seu propi grup parlamentari). També va ser Portaveu parlamentària de la Comissió especial d'estudi pel que fa a la possibilitat d'una àmplia reforma de l'Estatut d'autonomia de la Comunitat Valenciana, com a també de la Comissió de Reglament. Va formar part de la Comissió d'investigació sobre l'accident de la línia 1 de Metrovalència ocorregut el 3 de juliol de 2006 i vicepresidenta de la Comissió de Justícia, Governació i Administració Local.
En les eleccions a les Corts Valencianes de 2019, va ser de nou escollida com a diputada dins la coalició Unides Podem i durant aquella legislatura va ocupar la secretaria primera de la Mesa de les Corts Valencianes i presidenta de la Comissió de Polítiques d'Igualtat de Gènere i del col·lectiu LGTBI.
No va repetir a les llistes electorals d'Unides Podem a les eleccions de 2023 en què la seua formació va perdre la representació i poc després va denunciar públicament que havia patit assetjament per part del seu partit el que li havia obligat a agafar una baixa mèdica els darrers mesos de la legislatura que acabava.